# Olivier Gruner
Olivier Gruner (París, Francia, 2 de agosto de 1960), antiguo miembro de las fuerzas especiales de la Marina francesa y campeón Mundial de Kickboxing. Se convirtió en actor en el ámbito de la preparación física.

## Infancia
Gruner nació en una familia en la que tanto su padre como su hermano se convirtieron en cirujanos importantes y en la que su hermano pequeño se hizo ingeniero.
Después de haber visto una película de Bruce Lee cuando tenía 11 años, Gruner se quedó cautivado por las artes marciales y empezó a estudiar Shotokan Karate, y más tarde boxeo y kickboxing.

## Servicio militar
Con 18 años, en contra de las expectativas académicas que muchos tenían para él, se alistó en el Ejército de Tierra francés como voluntario para la unidad del Comando de la Infantería de Marina. Como parte del entrenamiento militar aprendió buceo, lanzamiento en paracaídas y escalada.

## Carrera
En 1981 Gruner dejó el Ejército de Tierra francés para entrenarse a tiempo completo y competir profesionalmente como kickboxeador en Francia. Después de 10 combates profesionales, se convirtió en el campeón francés de peso medio.
En 1985, sus victorias en el cuadrilátero le permitieron entrenarse y pelear a tiempo completo, y, en 1986, se convirtió en el campeón Mundial de peso medio. Al cumplir su sueño de convertirse en campeón mundial, en 1987, se retiró para dedicarse a la carrera de actor y modelo.
Descubierto en el Festival de Cine de Cannes de 1987, comenzó su carrera cinematográfica. Gruner entró en el Imperial Entertainment y empezó a actuar en películas de acción en 1990 con la película de acción urbana Distrito sin ley y el cyberpunk de Albert Pyun y en 1993, en Nemesis, un thriller de ciencia ficción.
Gruner ha permanecido con Imperial Entertainment para seguir actuando en Automatic (1994), Savate (1997), Mercenario (1997), Marte (1998), Fuerza de choque (1999) Lobo de guerra (1998).
Al final, ha aparecido en 27 películas y tres series de televisión, y forjado una reputación de actor trabajador y disciplinado en Hollywood.
Durante toda su carrera después de dejar el ring, Gruner ha mantenido su pasión por el ejercicio físico, y continuado con el régimen exigente de manera brutal que había elaborado y mantenido a lo largo de su carrera militar y de kickboxing.

## Vida personal
A lo largo de los años, Gruner ha mantenido un régimen físico agotador y ha adquirido nuevas habilidades como el surf y se ha convertido en un piloto de helicóptero comercial. Continúa esquiando y buceando.